# 沙伊本湖
47°44′52″N 9°43′19″E / 47.74778°N 9.72194°E

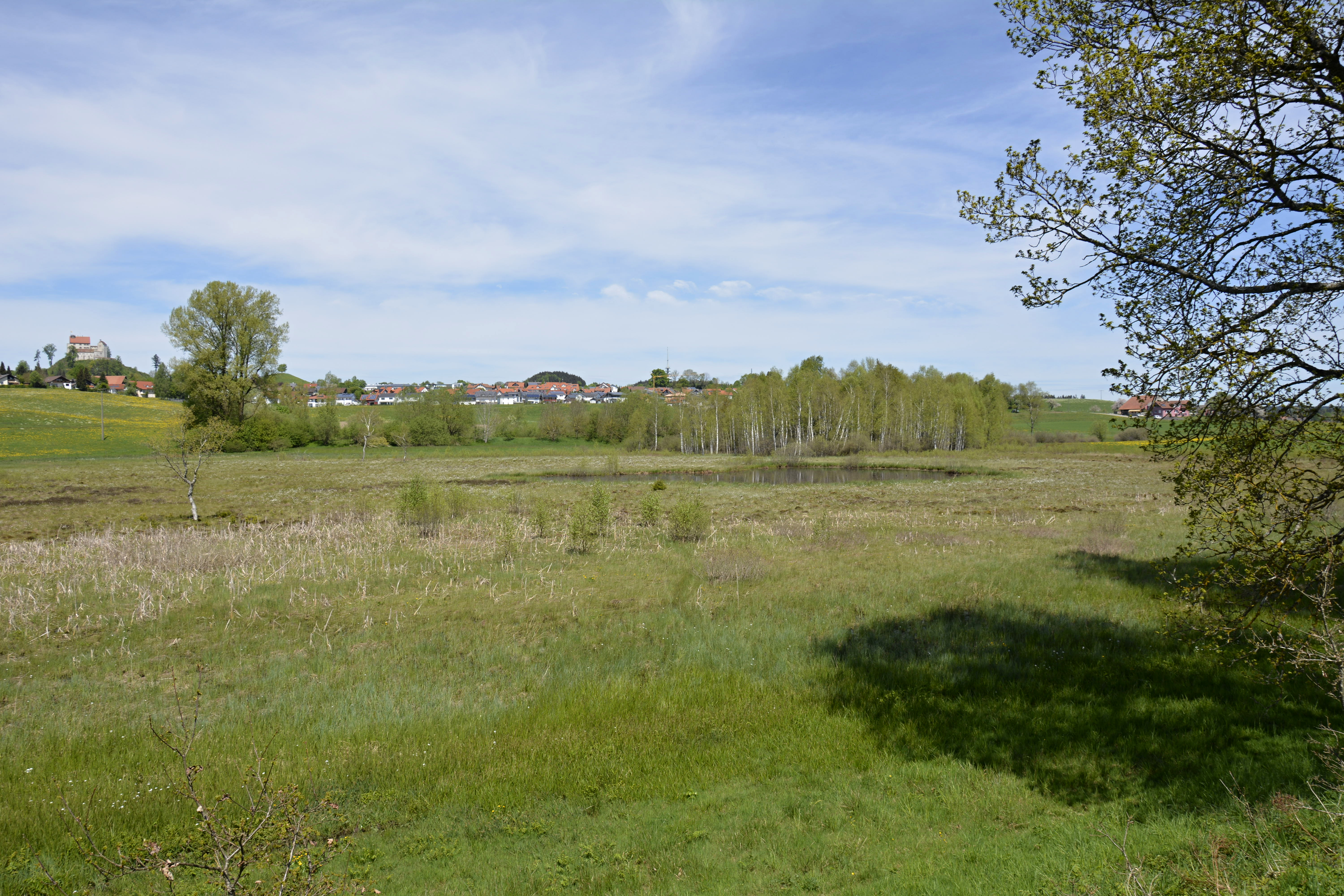

沙伊本湖（德語：Scheibensee），是德國的湖泊，位於該國西南部，由巴登-符騰堡州負責管轄，處於拉芬斯堡縣，處於瓦爾德堡東南面1.3公里，面積0.002平方公里，海拔高度663米。